# Амагасаки
Амагасаки (јап. 尼崎市) град је у Јапану у префектури Хјого. Према попису становништва из 2005. у граду је живело 462.484 становника.

## Становништво
Према подацима са пописа, у граду је 2005. године живело 462.484 становника.
| 1995.   | 2000.   | 2005.   |
| ------- | ------- | ------- |
| 488.586 | 466.187 | 462.484 |

## Партнерски градови
- Аугзбург